# Хрватско вијеће одбране
Хрватско вијеће одбране (ХВО; хрв. Hrvatsko vijeće obrane, HVO) било је оружана формација босанскохерцеговачких Хрвата. Основали су је 8. априла 1992. чланови Хрватске демократске заједнице Босне и Херцеговине. Представљала је оружане снаге Херцег-Босне за вријеме рата у Босни и Херцеговини, као и Хрватске одбрамбене снаге, и бранила је хрватске интересе на простору бивше Југославије. Велику подршку пружала јој је Хрватска војска, а сматра се једном од најбројнијих и најдјелотворнијих хрватских војних формација на простору бивше Југославије.
Постојала током рата у Босни и Херцеговини од 1992. до 1995, након чега је ушла у састав Војске Федерације Босне и Херцеговине. Након војне реформе 2005, војно насљеђе и идентитет Хрватског вијећа одбране његује 1. пјешадијски (гардијски) пук (хрв. 1. pješačka (gardijska) pukovnija) Оружаних снага Босне и Херцеговине.

## Историја

### Образовање
Према историчарима, за образовање је заслужна политика предсједника Хрватске Фрање Туђмана, једног од најватренијих присталица идеје „Велике Хрватске”, који је настојао да Хрватској припоји оне дијелове Босне и Херцеговине у којима живи претежно хрватско становништво. Међутим, у Хрватској су дјеловали и радикални националисти који су жељели да обнове Хрватску у границама фашистичке марионетске Независне Државе Хрватске из Другог свјетског рата.
У љето 1991, већ у вријеме распада Југославије, Хрватска демократска заједница је почела да образује паравојне формације на простору БиХ. Политички и војни врх Хрватске уложио је значајне напоре да оснује војну босанскохерцеговачких Хрвата. Захваљујући томе, Хрватско вијеће одбране је образовано за кратко вријеме и дочекало је избијање борбених дејстава са већ успостављеном структуром.
Према хрватском историчару Давору Марјану, испорука оружја из Хрватске у БиХ почела је још 1991. године. У почетку је попуна била само јединицама босанскохерцеговачких Хрвата, али је након почетка борбених дејстава већих размјера почело снабдијевање оружје Армије Републике Босне и Херцеговине, оружаних снага Муслимана. Поред наоружања и војне опреме, у прољеће 1992. хрватски војници су почели да попуњавају одреде босанскохерцеговачких Хрвата. Конкретно, према одлуци генерал-инспектора Оружаних снага Хрватске генерала Мартина Шпегеља, у БиХ су упућена војна лица из дијелова Оперативне зоне „Ријека”.
Хрватско вијеће одбране је званично основано 8. априла 1992. као босанскохерцеговачко-хрватска организација, чија је сврха била координација дјеловања хрватских и босанскохерцеговачких војних формација. Прва војне јединице ХВО дејуре су образоване 15. маја, иако су још раније образовани Одјел одбране, Главни штаб, војна полиција, управа и главна логистичка база у Грудама.

### Учешће у сукобима
Противници ХВО током рата у БиХ били су Војска Републике Српске, оружана сила Републике Српске, и Армија Републике Босне и Херцеговине, оружана сила Републике Босне и Херцеговине — непосредне правне насљеднице Социјалистичке Републике БиХ. У априлу 1993, заоштрени етнички сукоби резултирали су избијањем Хрватско-бошњачког сукоба. Уз подршку Загреба, ХВО је тражио да Бошњаци према Венс—Овеновом плану одмах повуку трупе са подручја претежног насељених Хрватима. Алија Изетбеговић, бошњачки лидер, одбио је да се повинује, а хрватске милиције су почеле да заузимају ове територије и протјерују нехрватско становништво. Све оне који су одбили да напусти територију, припадници ХВО су убијали. Нарочито много Бошњака је протјерано из Лашванске долине.
Због сличности назива на пришивкама, припадници ХВО су се врло често мијешали са припадницима хрватских регуларних снага. У Ахмићима код Витеза је 16. априла 1993. стријељано око 120 бошњачких цивила, а њихове куће су спаљене до темеља, укључујући цијело село. Истог дана десио се још један покољ у самом Витезу: Хрвати су опсјели град и пуцали на њега артиљеријом. Готово све бошњачке куће су изгорјеле, 172 особе су погинуле, а 5000 је избјегло, док је 1200 људи послато у логоре. Од маја 1993. до јануара 1994. ХВО је извршио етничко чишћење Мостара, протјеравши хиљаде Бошњака и пљачкајући њихове домове. Мушкарци су послати у логор Дретељ, док су жене силоване.
У марту 1994, под притиском Сједињених Држава, ХВО је објавио прекид ватре и убрзо је постао са активним борбеним дејствима против Бошњака. Бошњачки вођа Алија Изетбеговић и хрватски предсједник Фрањо Туђман закључили су мировни споразум, који су Бошњаци дали право пролаза хрватским трупама. ХВО је званично добио могућност пружања помоћи Хрватској војсци у рату против Срба (учествујући у операцијама „Зима ’94”, „Скок 2”, „Љето ’95”, „Маестрал 2” и „Јужни потез”), а такође је учествовао у операцији „Олуја” која је довела до ликвидације Републике Српске Крајине.
- Територије које је контролисао ХВО у било које вријеме током рата у БиХ (црвена боја)
- Територије које је контролисао ХВО до септембра 1994. (жута боја)
- Територије које је контролисао ХВО прије битке за Купрес (свијетлољубичаста) и послије битке (тамнољубичаста) 1994.
- Територије које је контролисао ХВО прије операције Љето ’95 (свијетлољубичаста) и послије операције (тамнољубичаста)
- Распоред снага ХВО пред операцију Олуја (жута боја)

### Послије рата
Рат у Босни и Херцеговини окончај је потписивањем Дејтонског мировног споразума 1995. којим је одобрена будућа структура Босне и Херцеговине. Исто године ХВО је ушао у састав Војске Федерације Босне и Херцеговине.
У Херцеговачкој банци након пет и по година пронађено је 50 рачуна отворених на имена неких припадника ХВО — власника дионица банке. У јануару 2004. ухапшен је политичар Анте Јелавић, члан ХДЗ БиХ. Оптужен је за проневјеру средстава и пружање финансијске помоћи групи завјереника: она је покушала да створи још једну хрватску самоуправо у земљи и да се у будућност отцијепи од БиХ. Дио украденог новца је враћен.
Насљедник Хрватског вијећа одбране је 1. пјешадијски (гардијски) пук, образован 1. децембра 2006. након реорганизације Оружаних снага Босне и Херцеговине. Амблем пука је хрватска шаховница, која симболизује повезаност пука са хрватским војним формацијама. Сваке године се 8. априла обиљежава Дан оснивања ХВО.

## Организација
- Врховни командант - Мате Бобан (1991—1993), Крешимир Зубак (1993—1996)
- Министар Одбране - Бруно Стојић (1992—1993, Владимир Шољић (1993—1996)
- Начелник главног штаба - Миливој Петковић (1992—1993), Слободан Праљак (1993), Анте Росо (1993—1994), Тихомир Блашкић (1994—1996)

### 1993.
- Оперативна зона Југоисточна Херцеговина - штаб у Широком Бријегу
- 8 пешадијских бригада
- 4 самосталних пешадијских батаљона
- 1 батаљон војне полиције
- Оперативна зона Сјеверозападна Херцеговина - штаб у Томиславграду:
- 4 пешадијских бригада
- 1 батаљон војне полиције
- Оперативна зона Средња Босна - штаб у Витезу:
- 8 пешадијских бригада
- Јединица за посебне намене „Витезови“
- 1 батаљон војне полиције
- Оперативна зона Посавина - штаб у Орашју:
- 8 пешадијских бригада
- 1 батаљон војне полиције

### 1995.
- Зборно подручје Мостар - штаб у Читлуку:
  - 2. гардијска бригада ХВО-а - Мостар
  - 1. домобрански пук - Посушје
  - 40. домобрански пук „Ранко Бобан“ - Груде
  - 41. домобрански пук „Кнез Бранимир“ - Читлук
  - 50. домобрански пук „Кнез Домагој“ - Чапљина
  - 56. домобрански пук - Коњиц
  - 81. домобрански пук - Мостар
  - 82. домобрански пук - Мостар
  - 83. домобрански пук „Марио Хркач Чикота“ - Широки Бријег
- Зборно подручје Томиславград - штаб у Томиславграду:
  - 1. гардијска бригада ХВО-а „Бруно Бушић“ - Чапљина
  - 55. домобрански пук - Купрес
  - 80. домобрански пук „Краљ Томислав“ - Томиславград
  - 42. домобрански пук „Рама“ - Прозор-Рама
  - 43. домобрански пук „Анте Старчевић“ - Горњи Вакуф-Ускопље
  - 97. домобрански пук "Hrvoje Vukčić Hrvatinić" - Прозор-Рама
  -  ? домобрански пук "Eugen Kvaternik" - Прозор-Рама
  - Артиљеријска група (130 и 203mm)
  - ВБР група (40 ВБР 122mm)
- Зборно подручје Средња Босна - штаб у Витезу:
  - 3. гардијска бригада ХВО-а „Јастребови“ - Витез
  - 91. домобрански пук „Фран Крсто Франкопан“ - Травник
  - 93. домобрански пук „Никола Зрински“ - Бушовача
  - 94. домобрански пук „Стјепан Томашевић“ - Нови Травник
  - 96. домобрански пук „Бобовац“ - Вишњићи
  - 110. домобрански пук - Усора
  - 111. домобрански пук - Жепче
- Зборно подручје Босанска Посавина - штаб у Орашју:
  - 4. гардијска бригада ХВО-а „Синови Посавине“
  - 106. домобрански пук
  - 201. домобрански пук
  - 202. домобрански пук
- Јединице под заповедништвом Армије РБиХ:
  - 1. корпус АРБиХ: Хрватска бригада „Краљ Твртко“ - Сарајево
  - 2. корпус АРБиХ: 107. бригада - Градачац, 108. бригада - подручје Брчког
  - 5. корпус АРБиХ: 101. домобрански пук - подручје Бихаћа